# HD 10453
HD 10453，又名BD-12 315，SAO 147962、HR 492，是一颗恒星，视星等为5.75，位于銀經162.14，銀緯-70.26，其B1900.0坐标为赤經1h 36m 48.6s，赤緯-11° -70.26′ 7″。